# Hakaski jezik
Hakaski jezik (ISO 639-3: kjh; abakanski tatarski), jedan od sjevernoturkijskih jezika kojim se služe Hakasi ili Abakanski Tatari, narod u Hakasiji, te u Tuvi i susjednoj Kini. Ima više dijalekata kojima govore hakaska plemena među njima su kačaski (pleme Kača; Kacha), kiziljski (Kiziljci) i sagajski (Sagajci) dijalekt su najvažniji, tu su još i beljtirski (Beljtiri), kojbalski (Kojbalji) i kamasinski (razičit od kamasinskog jezika [xas])
20 000 govornika u Rusiji (2007. SIL) i svega nekoliko u Kini, 10 (popis iz 1982.) od 875 etničkih.

## Vanjske poveznice
- Ethnologue (14th)
- Ethnologue (15th)